# 华龙毅
华龙毅（1925年1月18日—2009年7月25日），山西定襄人，中国人民解放军空军、中国人民志愿军空军首位特等功臣。
1938年参加革命。1940年在延安交际处任职。1945年起任东北局行政处处长、《东北日报》政治教导员。1946年入东北民主联军航空学校学习。历任空军混成旅第10团飞行中队长，空军第4师第12团2大队大队长。
1951年10月16日，在清川江上空遭遇敌机。单机与14架敌机进行了近20分钟的格斗。中朝空军联合司令部授予华龙毅特等功，成为中国空战史上第一个特等功获得者。被毛泽东誉为“孤胆英雄”。
回国后，华龙毅先后任空四师师直射击主任、中朝空军联合司令部训练处处长、空军第四航校副校长、西北民航管理局副局长、民航广州管理局副局长等职。
1983年离休。
其孙为中国第一位奥运马术选手华天。